# A berni követ
A berni követ 2014-ben bemutatott, valós történelmi eseményeken alapuló, de részben fikciós, magyar thriller Szász Attila rendezésében. A film egy néhány órás túszdráma története, amely 1958-ban zajlott a svájci főváros, Bern magyar nagykövetségén.
A 76 perces film premierje 2014. február 25-én, a kommunizmus áldozatainak emléknapján volt az M1-es csatornán.

## Cselekménye
Bános Tibor és Takács Ábel magyarországi emigráns fiatalok, akik az 1956-os forradalom leverését követően hagyták el az országot, és menekültek Nyugatra. Napra pontosan két hónappal Nagy Imre kivégzését követően úgy döntöttek, hogy bejutnak a berni magyar nagykövetségre, kihasználva több követségi alkalmazott szabadságát vagy pillanatnyi távollétét, és fegyverrel arra kényszerítik a nagykövetet, hogy adja át számukra a követségi üzenetek titkosításához használt kódkönyvet.
Az akcióról viszonylag hamar tudomást szereznek a svájci rendőrök is, de jó ideig nem avatkoznak be; közben a két fiatal emigráns egyre kétségbeesettebben igyekszik a páncélszekrényt nyitó kód megadására, vagy a kódkönyv átadására kényszeríteni Koroknai Mihály nagykövetet, de úgy tűnik, hogy a kódot, illetve a könyv rejtekhelyét ő maga sem ismeri. Időközben kiderül az emigránsok szándéka is: a Szabad Európa Rádió élő adásában akarják beolvasni a titkos kódokat. Be is kapcsolják őket az adásba, de a kódokat nem tudják beolvastatni, csak annyit sikerül elérniük, hogy egy élő „interjú” keretében belehajszolják a nagykövetet néhány, a forradalom leverését és Nagy Imre kivégzését elítélő kijelentés megtételébe.
Az utcán rekedt követségi alkalmazottak nyomására a berni rendőrök végül beavatkoznak az akcióba, melynek végén tűzharc alakul ki, melyben Bános Tibor életét veszti, Takács Ábelt pedig elfogják. A fiatalok akciója ettől függetlenül végső soron eléri a célját, mert az eset miatt hosszabb időre hatalmas médiaérdeklődés középpontjába kerül Magyarország. Az eseménysorozat a nagykövet számára is hasznot hoz: bár a film elején még úgy tűnik, hogy leáldozik a karrierje, és az „ávós” kereskedelmi attasé kapja meg a nagyköveti széket, de Koroknait a bátor helytállásáért a felettesei megerősítik a posztján, később pedig még feljebb emelkedik a politikai ranglétrán. Takács Ábel a tettéért rövid időtartamú szabadságvesztést kap, ami után Nyugaton alapít családot, Magyarországra először csak a rendszerváltás után tér majd haza.

## A film valóságalapja
1958. augusztus 16-án valóban történt egy hasonló támadás a berni magyar nagykövetség ellen, melynek két végrehajtója Nagy Sándor és Papp Endre 1956-os magyar emigránsok voltak. A követségre némi szerencsével jutottak be, illetve annak köszönhetően, hogy az őket beengedő Gottwald követségi alkalmazott figyelmen kívül hagyott egy olyan, érvényben lévő biztonsági előírást, mely szerint két civil férfi egyidejűleg nem léphet be a követség épületébe. Nagy és Papp valós indítékai nem tisztázódtak kellőképpen, de a helyi sajtó úgy tudta, hogy Nagy és Papp a svájci magyar kommunista ügynökök aktáit akarta megszerezni, Marjai József követ túszul ejtésével. Papp Endre szüleihez írt levelében leírta, hogy "A bosszú gondolata vezetett bennünket Nagy I. és Maléter halála miatt.". A valós eseménysorozatról fennmaradt dokumentumok szerint Marjai filmbéli hasonmásánál jóval keményebben szállt szembe a túszejtőkkel, társaival tűzharcot folytatott velük. A túszejtők nem fogták el, és a Szabad Európa Rádióban nem hangzott el a filmben ismertetett nyilatkozat. Az viszont megfelel a valóságnak, hogy Marjai az esetet követő évtizedekben komoly diplomáciai és politikai karriert futott be, a minisztertanács elnökhelyetteseként vonult nyugdíjba. Érdekesség, hogy Marjai elvileg még láthatta is a filmet, hiszen megérte annak 2014. február 25-i bemutatóját, néhány hónappal azt követően hunyt el.

## Alkotók

### Szereplők
- Kulka János (Koroknai Mihály [Marjai József])
- Kádas József (Bános Tibor [Nagy Sándor])
- Szabó Kimmel Tamás (Takács Ábel [Papp Endre])
- Szikszai Rémusz (Vermes elvtárs [Veres Mihály])
- Lovas Rozi (Hajni)
- Balsai Móni (Edina)
- László I. Kish (Lambert felügyelő)
- Lábodi Ádám (Radó elvtárs [Szatmári])
- Takátsy Péter (Gottman [Gottwald])

### Közreműködők
- rendező: Szász Attila
- forgatókönyvíró: Köbli Norbert
- zeneszerző: Parádi Gergely
- operatőr: Nagy András
- producer: Lajos Tamás, Mink Tamás
- jelmeztervező: Kemenesi Tünde
- gyártásvezető: Valkony Zsolt
- vágó: Hargittai László

## Díjak
- Bronz Zenit Díj – Montreal World Filmfesztivál, 2014.[3]